# 앨리스 블루
앨리스 블루(일본어: アリスブルー)는 오사카시의 게임 메이커 앨리스 소프트(구 챔피언 소프트)의 보이즈 러브 게임 브랜드이다.
2004년 7월 16일, 당분간 활동 휴지를 발표했다.

## 작품 리스트
- 숨겨진 달
- 왕자님의 레벨 시리즈
  - 왕자님의 레벨 1
  - 왕자님의 레벨 1.5
  - 왕자님의 레벨 2
- 내 밑에서 발버둥쳐라
- 낙원행

## 같이 보기
- 앨리스소프트